# Atentados de Irak de enero de 2016
El 11 de enero de 2016, una serie de ataques terroristas se produjeron en Bagdad, Muqdadiyah y Sharaban en Irak. En los ataques murieron 132 personas, entre ellas los seis atacantes.

## Eventos
En la mañana del 11 de enero 12 personas fallecieron en un ataque contra el centro comercial de Al Jawhara en Bagdad después de que un coche bomba explotase en el frente del edificio. También seis atacantes tomaron rehenes. Unas 19 personas resultaron heridas allí.
Hacia el final de la tarde del mismo día 11 de enero, una doble explosión en un café al norte de la capital iraquí dejó otros 20 fallecidos. Un atacante suicida detonó un vehículo con explosivos después de que un grupo de personas se congregara en el lugar para ayudar tras el primer estallido. El Estado Islámico de Irak y el Levante reivindicó el ataque y se identificó al atacante suicida como Abu Abdallah, un iraquí. Los oficiales de seguridad dijeron que los chiitas incendiaron varias casas suníes y una mezquita tras el ataque.
Otras dos grandes explosiones, una en un salón de té y la otra en una mezquita, mataron al menos a 100 personas en el municipio de Sharaban en el norte de la provincia iraquí de Diyala. La primera explosión se produjo en un salón de té en el barrio de Asri y la segunda fue dirigida contra la Mezquita Nazanda Khatun mientras se realizaban oraciones. Aquí una segunda explosión se produjo después de que las fuerzas de seguridad y un grupo de personas se apresurara en llegar a la escena para ayudar. El Estado Islámico se atribuyó la responsabilidad de las explosiones al poco tiempo.